# Hendrik Jan van der Molen

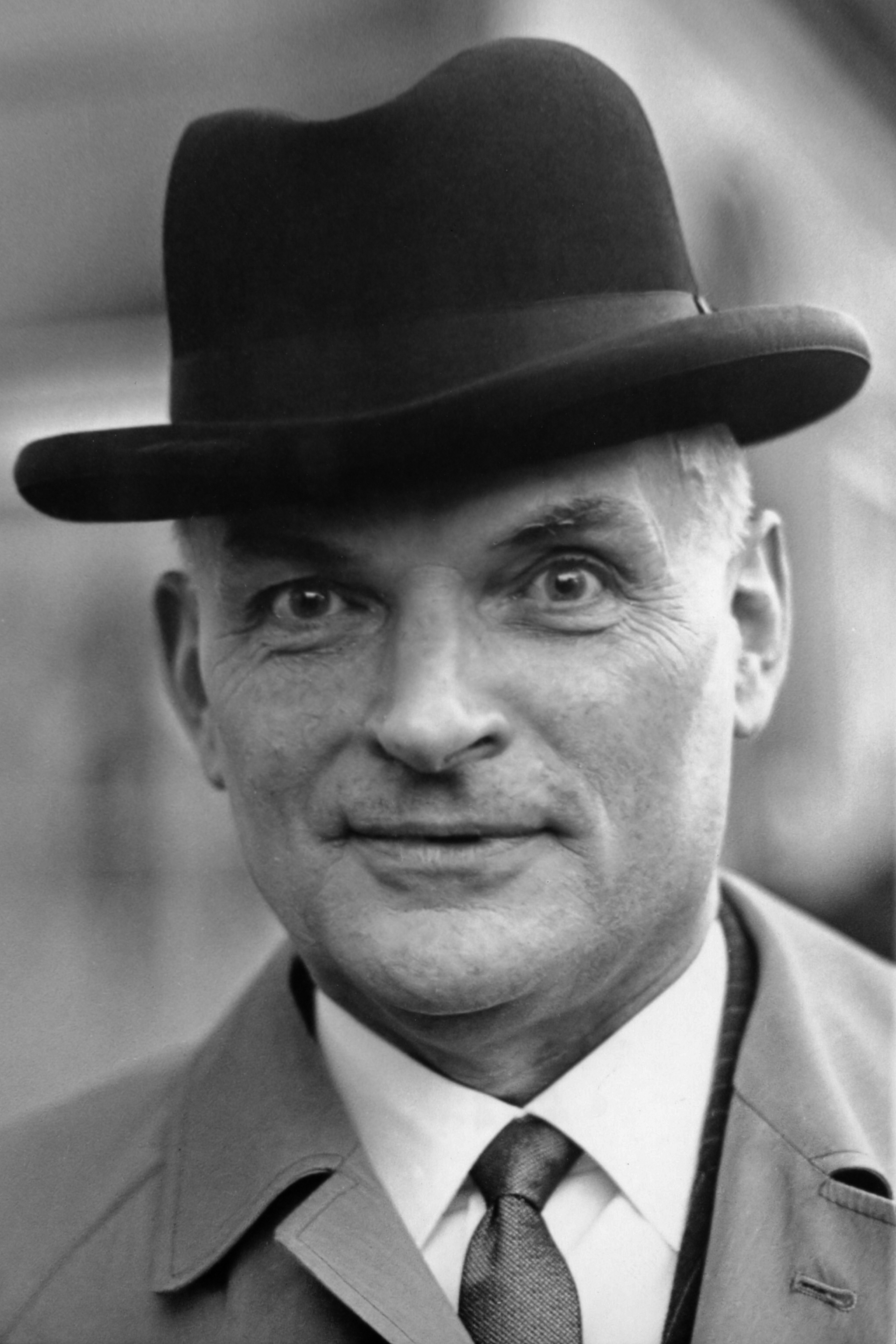
Hendrik Jan van der Molen (1966)

Hendrik Jan van der Molen of Hindrik Jans van der Molen (Bellingwolde, 4 juni 1911 - 21 juni 2005) was hoofdcommissaris van Amsterdam.
Van der Molen groeide op in het Friese Wommels als zoon van een belastingambtenaar. Zijn vader had graag gezien dat hij eveneens belastingambtenaar werd, maar hij gaf de voorkeur aan een loopbaan als officier. Hij studeerde aan de Koninklijke Militaire Academie (KMA) in Breda waar hij in juni 1934 slaagde voor het officiersexamen. Kort hierop werd hij gepromoveerd tot tweede luitenant der infanterie en geplaatst in Harderwijk. In 1938 volgde bevordering tot eerste luitenant. Op advies van de luitenant Kees Poll ging hij over naar het Korps Politietroepen (PT).

## Oorlogsjaren
In de meidagen van 1940 was hij met de zesde compagnie politietroepen te Amsterdam belast met de beveiliging van Schiphol. Na de capitulatie in 1940 werd de PT opgeheven en deed Van der Molen aanvankelijk dienst bij de gemeentepolitie van Amsterdam en later in die van Alkmaar. In 1942 moest hij zich als voormalig beroepsofficier melden in de Oranje Nassaukazerne te Amsterdam en werd vervolgens door de Duitsers als krijgsgevangene afgevoerd naar Duitsland. Vanaf 1942 was hij krijgsgevangene in Kamp Stanislau (Oekraïne) en het meer westelijk gelegen Neubrandenburg (Noord-Duitsland). Daar werd hij in 1945 door Russische troepen bevrijd en kon hij naar Nederland terugkeren.

## Na de oorlog
Enige tijd na zijn terugkeer moest hij zich als oud-PT-officier (dat korps werd niet heropgericht) melden bij de Staf van het Wapen der Koninklijke Marechaussee in Den Haag. Van der Molen ging over naar de marechaussee en werd kapitein-districtscommandant in Groningen. In 1949 werd hij Hoofd van het Bureau Criminele Onderzoeken (BCO) bij de Staf Koninklijke Marechaussee in Den Haag. Zo was hij als kapitein belast met een onderzoek naar de executie eind 1942 in Fort Zeelandia (Suriname) van twee uit het Kamp Jodensavanne ontsnapte gevangenen. De eenheid waaraan hij leiding gaf was voorts belast met het doen van onderzoeken inzake fraude bij Defensie en in de aanschaffingssfeer.

## Hoofdcommissaris
In november 1955 promoveerde hij tot luitenant-kolonel. Het jaar erop werd hij gevraagd door de Amsterdamse burgemeester A.J. d'Ailly of hij er voor voelde om hoofdcommissaris Kaasjager op te volgen die in juli met pensioen was gegaan. Op 1 november 1956 nam hij die functie over. Op 4 november vielen Sovjettroepen Boedapest binnen om een einde te maken aan de Hongaarse opstand. Als reactie daarop volgden in Amsterdam gewelddadige protesten bij de gebouwen van de Communistische Partij van Nederland en De Waarheid omdat de CPN die inval niet wilde veroordelen.
Van der Molen kon goed overweg met D'Ailly, die echter zijn ontslag indiende nadat uitgekomen was dat hij een buitenechtelijke relatie had. Op 1 januari 1957 werd Gijs van Hall de nieuwe burgemeester. Deze kon met Van der Molen minder goed opschieten, en probeerde in 1961 zijn hoofdcommissaris te laten ontslaan wegens problemen binnen de organisatie en de persoonlijke verhoudingen in de top. Dit verzoek werd echter door het ministerie van Binnenlandse Zaken niet gehonoreerd. In diezelfde periode had Van der Molen geen succes met een sollicitatie naar de functie van burgemeester van de Groningse gemeente Vlagtwedde.
In de jaren die volgden had de Amsterdamse politie te maken met wekelijks samenscholingen van provo's bij Het Lieverdje. Daarnaast waren er anti-Amerikaanse demonstraties tegen de Vietnamoorlog waarbij leuzen geroepen werden als "Johnson moordenaar". De politie kreeg de opdracht om mensen die dat riepen op te pakken omdat volgens het toenmalig Wetboek van Strafrecht een 'bevriend staatshoofd' niet beledigd mocht worden. Bij het huwelijk van kroonprinses Beatrix met de Duitser Claus van Amsberg werd op 10 maart 1966 door provo's een rookbom gegooid. Toen daar ook nog eens het bouwvakkersoproer en de bestorming van het Telegraafgebouw op 14 juni bij kwam, was een ontslag van Van der Molen onvermijdelijk geworden.

## Ontslag
Tijdens een kamerdebat op 16 juni over het politiebeleid in Amsterdam drongen de PSP- en de CPN-fractie aan op ontslag van Van der Molen. Minister van Binnenlandse Zaken Smallenbroek deelde de Tweede Kamer op 29 juni mee dat hij op korte termijn het eervol ontslag van Van der Molen zou bevorderen, omdat de vereiste homogeniteit tussen de hoofdcommissaris en burgemeester Van Hall niet te verwezenlijken viel. Smallenbroek baseerde het ontslag op artikel 122 van het ambtenarenreglement gemeentepolitie. Het personeel van het bureau Leidseplein drong er bij Van der Molen op aan beroep aan te tekenen tegen zijn ontslag. Het vond de wijze waarop Van der Molen werd ontslaan een grove aantasting van de democratische beginselen.
Van der Molen werd per 16 juli 1966 eervol ontslagen. Hij was daar misnoegd over en stuurde de leden van het Amsterdamse politiekorps een dagorder, waarin hij het besluit bekritiseerde. Hij werd opgevolgd door Piet Jong.
Na zijn ontslag volgde een carrière in wat hij "de burgermaatschappij" noemde. De Commissie-Enschedé, een regeringscommissie onder leiding van Christiaan Justus Enschedé, kreeg van de regering de opdracht om de Amsterdamse problemen te onderzoeken. Deze commissie kwam in april 1967 met een vernietigende conclusie over het beleid van Van Hall, waarna het kabinet-De Jong druk op hem uitoefende om ontslag te nemen, wat hij op 30 juni 1967 ook deed.
In 2005 overleed Van der Molen op 94-jarige leeftijd.